# Adra
Adra es una localidad y municipio español de la provincia de Almería, en la comunidad autónoma de Andalucía, situado en la comarca del Poniente Almeriense, a 53 km de la capital provincial. Fundada como colonia fenicia, se trata de una de las ciudades más antiguas de la provincia de Almería y una de las ciudades más antiguas de España. El término municipal de Adra es el que se sitúa más al suroeste de la provincia, limitando así con la provincia de la alqueria. Es la sexta ciudad más poblada de la provincia de Almería, con una población en torno a 25 000 habitantes.

## Toponimia
Parece irrefutable la teoría que defiende que el nombre actual de Adra deriva del fenicio Abdera, aunque hay quien sostiene que este nombre ya fue otorgado con anterioridad al lugar por griegos. En alfabeto fenicio se escribiría, en inscripciones datadas en el siglo II a. C. como 𐤏𐤁𐤃𐤓𐤕 (Transliterado como ‛-b-d-r-t). De este toponímico original derivaría el gentilicio abderitano, -a.

## Geografía

### Relieve e hidrología

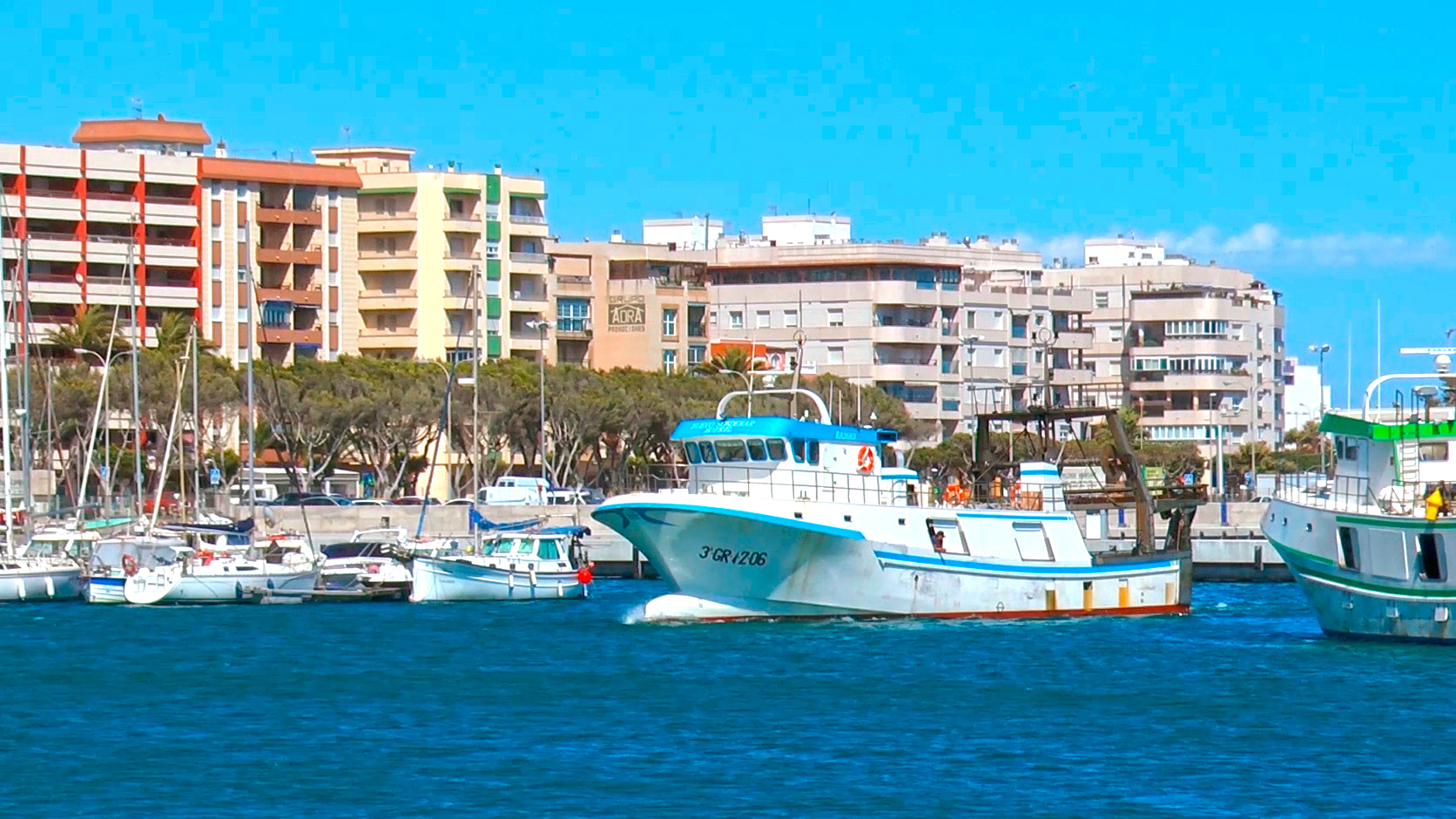
Vista del puerto de Adra

A nivel general cabe distinguir dos grandes unidades geográficas, integradoras de aspectos diferenciales naturales, paisajísticas y sociales. La zona montañosa corresponde al macizo costero de la sierra de la Contraviesa, que en esta zona recibe el nombre de la Sierra del Calar, y alcanza los 976 metros de altitud (Las Cabañuelas). La zona del valle, donde se centra la vega del río Adra, y la zona más oriental forman parte de la Baja Alpujarra. Debido a esto, la orografía de Adra se caracteriza por la existencia de lomas y barrancos que se inician a nivel del mar en el vértice sureste del término y van aumentando su altitud hacia el norte y el oeste. La costa del territorio se extiende a lo largo de 13 km, por lo que cuenta con numerosas playas y en la zona más oriental cuenta con una serie de albuferas en el delta del río Adra, que constituyen la Reserva Natural de la Albufera de Adra. 

### Clima
Su situación costera y su latitud favorecen la existencia de inviernos templados y veranos calurosos, con temperaturas que no suelen superar los 38 grados centígrados.

### Situación
Integrado en la comarca Poniente Almeriense, se sitúa a 55 km de la capital provincial. El término municipal está atravesado por la autovía A-7, la carretera nacional N-340 entre los pK 378 y 397 y la carretera autonómica A-347 que permite la comunicación con Berja.
| Noroeste: Turón (Granada)  | Norte: Berja          | Noreste: Berja            |
| Oeste: Albuñol (Granada)   |                       | Este: Balanegra           |
| Suroeste: Mar Mediterráneo | Sur: Mar Mediterráneo | Sureste: Mar Mediterráneo |

### Riesgos naturales
Grandes áreas del término municipal de Adra están catalogadas como zonas inundables, no sólo en el casco urbano principal, sino también cerca de las pedanías de Guainos Bajos, El Lance de la Virgen, La Curva, Puente del Río y La Alquería, además de todas las tierras que lindan con el río Adra. El municipio de Adra cuenta con un PTEL que cumple con la Ley 5/2010 sobre autonomía local.

### Espacios naturales

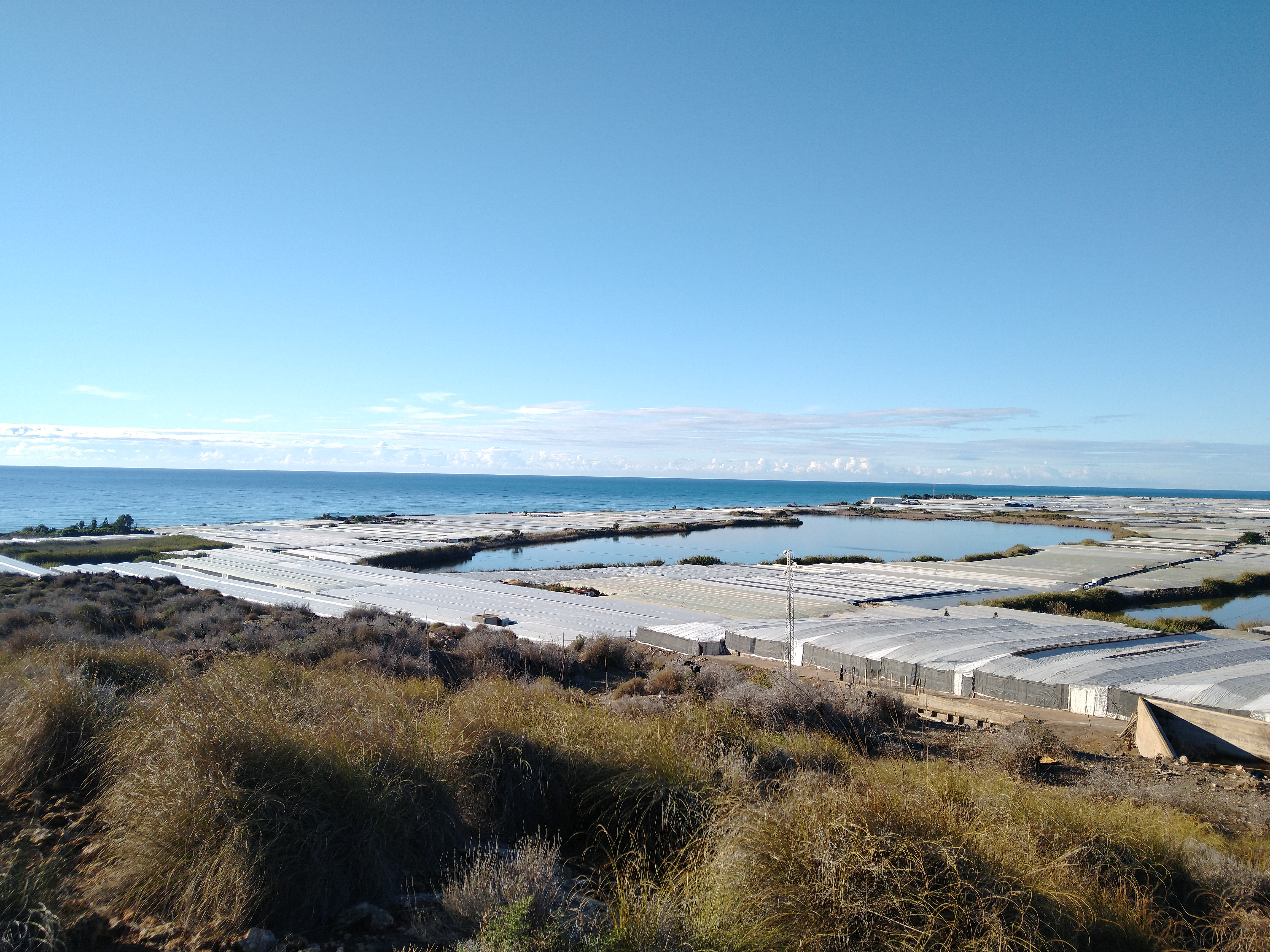
Albufera de Adra

Al este del término municipal se encuentra la reserva natural de la Albufera de Adra, compuesta de la Albufera Honda y la Albufera Nueva. Cuenta con cuatro playas con bandera azul (2020), que son la playa del Carboncillo, del Censo, playa San Nicolás y plaza de Sirena Loca. En Adra existen numerosas cuevas y simas inventariadas, destacando la cueva de la Guribalila y cueva de la Curva, siendo el cuarto municipio de la provincia de Almería en número cavidades catalogadas, por detrás de Sorbas, Almería y Enix.
Se pueden realizar las rutas de senderismo PR-A 340 desde la rambla de Bolaños al Calar de Periano (898 m s. n. m.) en la sierra del Calar, dentro de la sierra de la Contraviesa, PR-A 341 desde la rambla de Guaínos hasta la ermita San Isidro Labrador en El Corral y la etapa E-10 de Adra a Balanegra del sendero de Gran Recorrido GR-92.

## Historia
Hay testimonios del neolítico por hallazgos como un megalito en Guaínos Alto, que fue identificado por el arqueólogo Antonio Arribas Palau en 1953. Además, distintos autores datan entre los siglos XII y VIII a. C. la presencia de otros pueblos como la cultura almeriense o Los Millares en la zona del municipio durante el periodo prehistórico, como en los alrededores de Guaínos Alto o La Parra.

### Orígenes
De fundación como colonia fenicia, según Estrabón, fue un importante puerto comercial durante los siglos VIII y VII a. C., entrando en decadencia hacia el siglo VI a. C..

### Época romana
A partir del siglo IV a. C. la colonia pasa a control púnico y a finales del siglo II a. C. pasa a control del Imperio romano, en la provincia romana de la Hispania Ulterior. En Adra, la presencia romana se hace patente durante tres siglos, siendo el siglo I, el de mayor esplendor como Municipio Romano, acuñándose monedas propias en su ceca.
Ingentes restos arqueológicos, especialmente lápidas y estelas de habitantes de Abdera se hallan repartidas en museos arqueológicos y en colecciones privadas, ya que en los dos últimos siglos la expoliación de los yacimientos ha sido sistemática.
Abdera fue en época romana puerto de salida de minerales de las sierras próximas de Gádor, maderas y salazones de pescado, entre ellas el garum, pasta licuada, procedente de los restos de carnes y vísceras de pescados y mariscos, muy apreciada en tiempos de la dominación romana. El garum obtenido en Abdera, así como sus salazones, eran muy apreciados en todo el Imperio, tal y como menciona el historiador romano Plinio el Viejo en Naturalis Historia. 
La mayoría de las fuentes bibliográficas más antiguas existentes sobre el municipio pertenecen a este período. Otros historiadores también mencionan la localidad en varias obras, como es el caso de Estrabón, que en el libro tercero de su Geografía, habla del puerto de Abdera y de la existencia de otra ciudad llamada Odisea, no en el lugar de la actual sino en la montaña, visible desde el mar y que exhibía un santuario dedicado a Atenea. No existe constancia de este santuario ni se han encontrado restos arqueológicos similares.
Tras una decadencia poblacional entre los años 23 a. C. y 25, se produce un momento de gran esplendor para la ciudad en torno al 175 y 225 d. C. A partir del siglo III, y coincidiendo con la crisis del Imperio romano y las invasiónes germánicas de la península ibérica, la ciudad entra en un período de paulatina decadencia que dura hasta el siglo VI d. C., en el que la ciudad casi ha menguado su actividad económica sustancialmente. Este será el estado en el que la encuentren bizantinos y visigodos en torno a los siglos VI y VII d. C.

### Edad Media

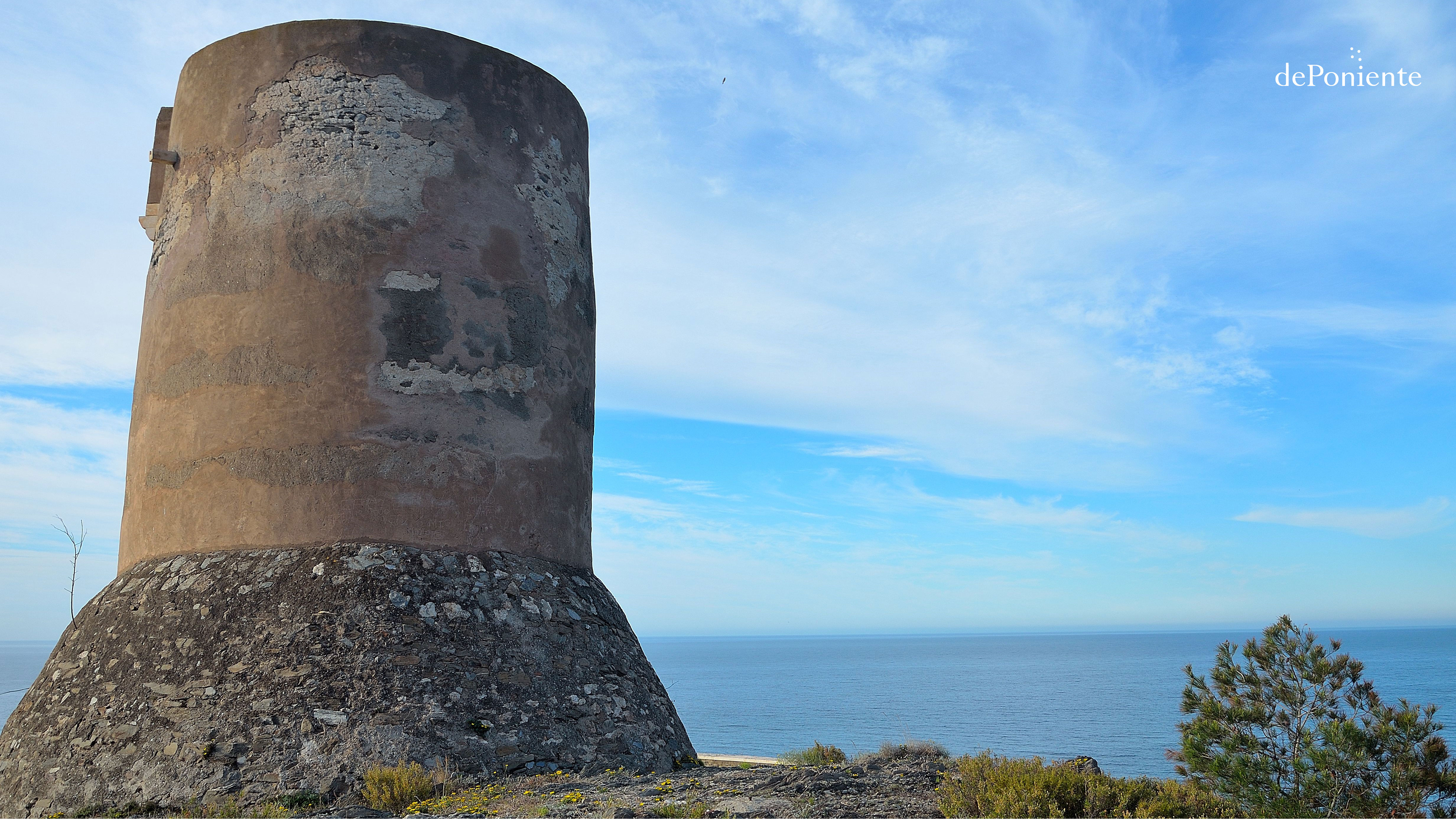
La torre de Guaínos de época nazarí (-)

Durante el periodo bizantino y visigodo se mantiene la diócesis de Abdera, en detrimento de la de Virigi (Berja). Abdera se encuentra en la provincia de la bética, mientras que Urci se encuentra en la cartaginense. En el año 589 asistió Pedro de Abdera al III Concilio de Toledo por la diócesis de Abdera, una de las que componían la provincia eclesiástica de Sevilla, que fijó el cristianismo como religión oficial de los visigodos, momento en el que Abdera, hasta entonces con más afinidad a los bizantinos por ser de religión cristiana, se une a los visigodos.
En el poniente de Almería, Berja, Dalías y Adra fueron unas de las primeras regiones ocupadas por los árabes, que introdujeron mejoras en usos agrícolas y sistemas de regadío. La región constituye la salida al Mediterráneo y la cercanía al norte de África. Los principales intereses económicos serán la agricultura, la pesca, las salinas y el comercio. La islamización del municipio no tendrá lugar hasta el siglo IX. En este periodo fue una población menor y no se hace mención hasta mediados del siglo XII en que Al-Idrisi se refiere al lugar tanto como medina como "al-qarya" (La Alquería) y dice que tenía una alhondiga. En época del reino Nazarí, Adra se encuentra en la taha de Barŷa (Berja). Para la defensa costera del reino Nazarí, se edifican entre los siglos XIII y XIV las torres de Guaínos y de Guarea (Albuñol).

### Edad Moderna

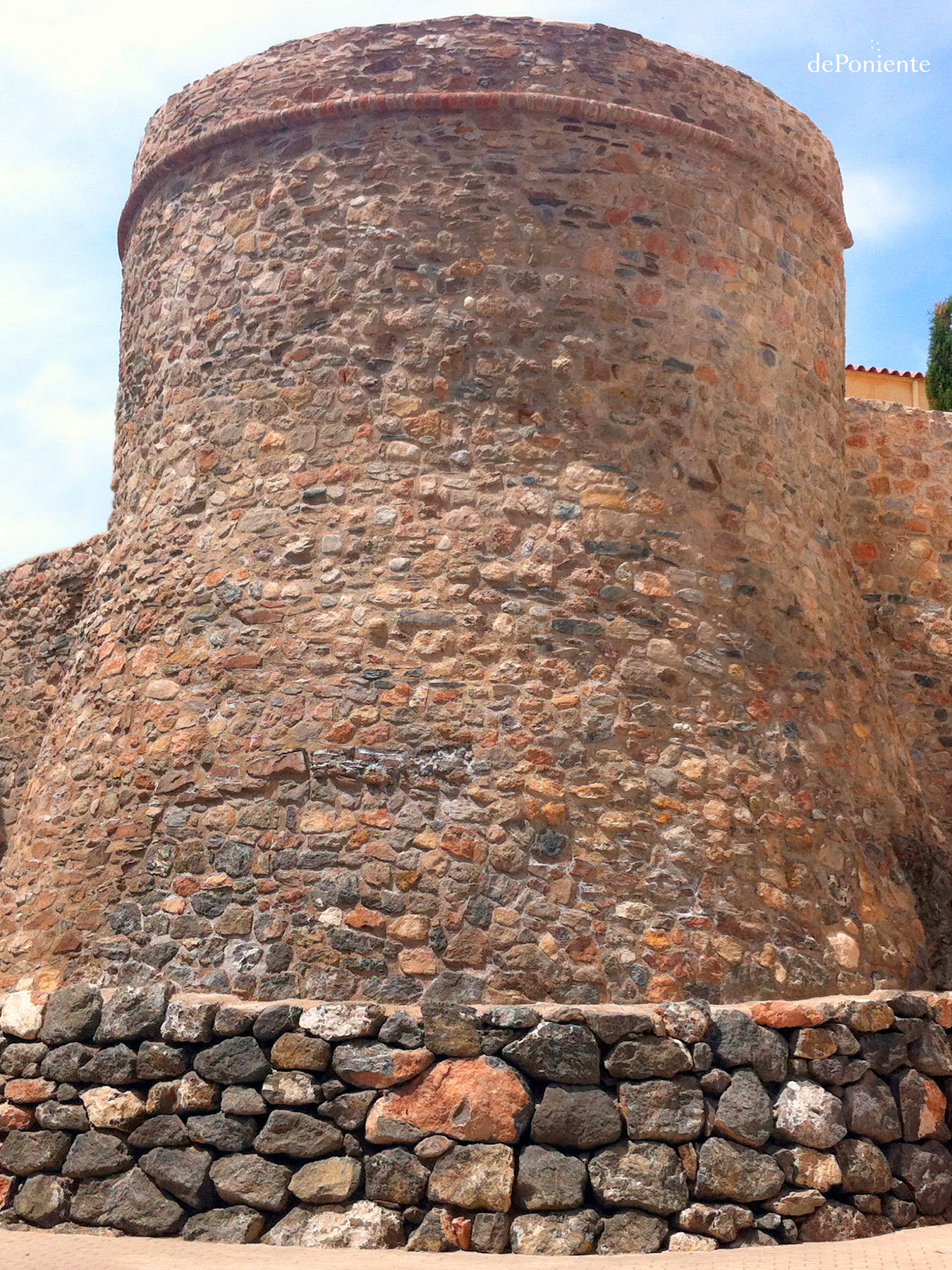
Murallas de Adra

Según un borrador de carta que el secretario Hernando de Zafra remitiese a los Reyes Católicos, Boabdil el último rey nazarí, partiría hacia Fez desde el puerto de Adra el 3 de octubre de 1494, casi tres años después de la entrega de Granada, momento en el que se retiraría al señorío que le fue concedido en Laujar de Andarax. Existe una leyenda que afirma que una vez en el mar, el emir volvería la mirada en dirección a Adra lanzando su espada al mar; no obstante, de las varias espadas que se atribuyen a Boabdil, expuestas en diversos museos, ninguna de ellas fue encontrada en esta localidad. De 1509 data el recinto amurallado de Adra que se encuentra actualmente dentro del casco urbano de Adra, para la defensa costera de la población ante los piratas berberiscos. En 1539 Hernando de Zafra, nieto del Hernando de Zafra secretario de los Reyes Católicos, y Catalina de los Cobos, fundan un mayorazgo a favor de su hijo, Hernando de Zafra, que incluye la villa de Castril, sus casas, fincas rústicas y urbanas en Granada, el cortijo de Tojutor, tierras de Santafe y Pulianas, los bienes de las alquerías de Cortes, Padul, Adra y Deifontes.
Asimismo, en el siglo XVI Adra fue puerto base de las tropas castellanas que acabaron con la rebelión de los moriscos en Las Alpujarras, en la que participaron los capitanes que vencieron en la batalla de Lepanto.
En el siglo XVII Adra sufrió el asalto a Adra por parte de los piratas berberiscos, que reactivó el terror a los piratas en toda la frontera costera del Reino de Granada. Durante el siglo XVII, en la vega del río Adra, el cultivo principal de las tierras regables era el de la caña de azúcar. El Ingenio Viejo de Adra o Ingenio del marqués de Caicedo era propiedad de Diego Rueda y Guevara, veinticuatro de Granada.
A mediados del siglo XVIII la obra de Vicente Tofiño San Miguel aclara la importancia para el comercio marítimo de Adra, por indicar su singularidad por ser fondeadero para embarcaciones de todos los tamaños, al abrigo de los vientos del norte, contando con la villa inmediata a la costa y disponer de agua, y tener facilidad para ponerse a vela en dirección SO, O y SE.

### Época contemporánea

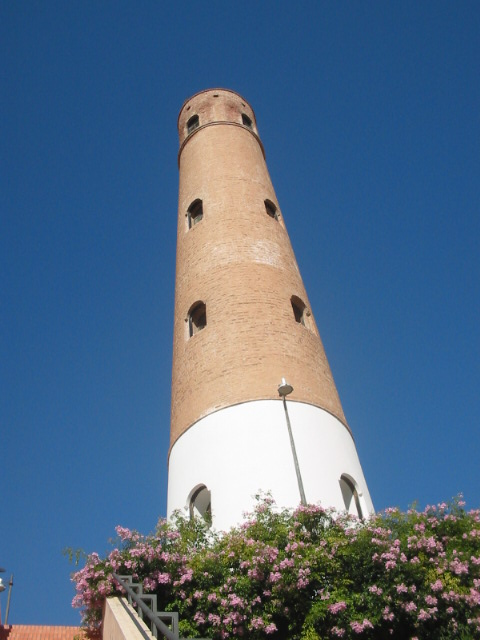
Torre de los Perdigones de la fundición San Andrés

En el siglo XIX Adra se convierte en una ciudad industrializada. En 1822 los comerciantes malagueños Rein y Cía edifican la fundición Casa Grande. Prueba de la importancia de la Adra industrial fue la presencia del vicecónsul británico en Adra, don Tomás Jaime Kirkpatrick y Stothert, cuñado de María Manuela Kirkpatrick. La familia de comerciantes Kirkpatrick tenía conexiones comerciales con Ostende, Hamburgo, Bruselas, Bristol, Londres, Málaga, Adra y Tobago. En esta época se empieza a organizar la división nacional en provincias, quedando Adra primeramente encuadrada en la provincia de Granada, pasando a la provincia almeriense en la siguiente división, acaecida en 1833. En 1843 el industrial Manuel Agustín Heredia la adquiere, renombrándola como Fundición San Andrés y dotándola de los avances técnicos ingleses que ya empleaba en su fundición La Constancia de Málaga, incluida la primera máquina de vapor empleada en España, para la función de plomo de Berja. En el último tercio del siglo XIX Adra sufre la plaga de la filoxera. Avanzando desde la provincia de Málaga hacia el este, la filoxera devastó entre 1885 y 1886 la práctica totalidad de los viñedos de Adra, esto es, 2.408 ha de vid y después se expandió por la Alpujarra Almeriense. El azúcar se convierte en un cultivo muy rentable por la guerra de Cuba y con el auge de la industria azucarera en Andalucía, en Adra llega a haber varias fábricas azucareras. La más importante fue Castel e Hijos, edificada en el litoral costero en 1870 por el comerciante malagueño Simón Castel Sáenz para refinar la caña producida en Adra y en otras zonas azucareras. El establecimiento sería adquirido por los herederos de Manuel Agustín Heredia en 1876 para denominarse Ingenio San Nicolás. Más tarde, en 1898 sería adquirido por Sociedad Azucarera Larios y pasaría al trust del azúcar Azucarera Española. En 1900 producía más de un millón y medio de kilos de azúcar refinado. Otras industrias del azúcar fueron la azucarera La Alquería o Nuestra Señora de la Aurora, la San Luis, Santa Isabel o García Carmona.
En 1910 en Adra se instala el ingenio de la Sociedad Cooperativa Azucarera de Adra, impulsada por los propios productores y en cuyo consejo estuvo un hijo de la marquesa de Caicedo. La fábrica refinaba caña y remolacha de Almería, Berja, Dalías y Albuñol, y en 1930 empleaba a 200 obreros. En 1922 la fábrica de azúcar Santa Isabel sería convertida en la Fábrica de Conservas Santa Isabel para verdura en conserva y más tarde conservas de pescado, especialmente la melva canutera, de la que actualmente se conserva la chimenea. De 1930 data la primera fase del puerto de Adra, para su flota pesquera y comercio de los productos mineros y agrícolas de La Alpujarra. La pesca siempre ha sido abundante, especialmente en sardinas, boquerones, doradas y lubinas –en los últimos tiempos criadas en granjas marinas–, atún, bonito y melva 'canutera', alcanzándose gran prestigio con su industria conservera desde los años treinta. En diciembre de 1938, durante la guerra civil, se produce el bombardeo de Adra, Castell de Ferro y La Mamola por el cañonero Calvo Sotelo y el crucero Jaime II. De esta época se conservan los refugios antiaéreos de la plaza Vieja y la Torre de los Perdigones. En los años 50 la Azucarera de Adra produce 4.000 toneladas de azúcar y 125.000 litros de alcohol y se mantiene durante el periodo autárquico, pero en 1972 se cierra definitivamente. Adra se encuentra en el sector sísmicamente más activo de la península ibérica. En diciembre de 1993 se produjo un importante terremoto y réplicas de magnitud 5.0, que afectó a Adra y a Berja, afectando a viviendas y edificios de uso público. En 1995 se abre al tráfico la Autovía del Mediterráneo, mejorando las comunicaciones por carretera en dirección a Almería y el Levante. Sin embargo, fue en 2015, momento en que se inaugura el tramo de Motril de la Autovía del Mediterráneo, que Adra logra quedar bien comunicada por carretera también en dirección a Málaga y Algeciras.

## Demografía
Adra cuenta con una población de 25 515 habitantes (INE 2024).
| Gráfica de evolución demográfica de Adra entre 1842 y 2021 |
| |
| Población de derecho según los censos de población del INE Población de hecho según los censos de población del INEEntre el censo de 1877 y el anterior, crece el término del municipio porque incorpora a La Alquería |

### Comunicaciones
Está recorrida longitudinalmente por la Autovía del Mediterráneo (A-7) que discurre entre Cádiz y Barcelona, entre los puntos kilométricos 377,700 a 397. Se encuentra a 1 h 38 min del aeropuerto de Málaga y a 44 min del aeropuerto de Almería. Adra y sus núcleos de población como Puente del Río, La Curva, Guaínos Bajo o el Lance de la Virgen quedan conectados por la N-340a. Además, se accede a las poblaciones de la Alpujarra Almeriense como Berja o Laujar de Andarax por la A-347. 
Cuenta con el puerto de Adra, con uso recreativo y pesquero.

## Economía
La agricultura es el principal generador de riqueza y empleo de Adra, que tiene en la actualidad más de 1300 ha dedicadas al cultivo bajo invernadero. Además, mantiene la explotación de cultivos tradicionales de secano como el almendro.

### Evolución de la deuda viva municipal
El concepto de deuda viva contempla sólo las deudas con cajas y bancos relativas a créditos financieros, valores de renta fija y préstamos o créditos transferidos a terceros, excluyéndose, por tanto, la deuda comercial.
| Gráfica de evolución de la deuda viva del Ayuntamiento de Adra entre 2008 y 2023                |
|                                                                                                 |
| Deuda viva del Ayuntamiento de Adra, en miles de euros, según datos del Ministerio de Hacienda. |

## Símbolos
Adra consiguió una autorización por parte de la Junta de Andalucía para adoptar sus símbolos el 26 de agosto de 1987, pero no se inscribieron oficialmente hasta 2004. El municipio cuenta con un escudo, bandera e himno adoptados de manera oficial. El himno, por su parte, fue registrado en 2009.

### Escudo
Su descripción heráldica es la siguiente:

De azur, un templo grecorromano, tetrastilo, de oro surmontado de un sol de gules, perfi lado de oro. Cargado aquél de dos atunes de azur puestos en pal y alterados; y la voz “Abdera”, en letras de sable. Al timbre, corona real cerrada.

### Bandera
La enseña del municipio tiene la siguiente descripción:

Bandera rectangular, de vez y media más larga que ancha (del asta al batiente) toda de color rojo granate. Cargada con el escudo de armas de la ciudad, ajustándose éste en su eje geométrico al centro del vexilo

### Himno
Adra, linda gaviota/ que blanqueó su nidar/ la espuma de una ola rota/ y más que asentada flota/ junto a la orilla del mar.

Adra, castillo vigía/ que a la costera avanzada/ daba albergue y defendía/ cuando era un reino Almería/ y era otro reino Granada.
Que siempre fuiste codicia/ de la invasión extranjera/ desde que la gran Fenicia/ sintió la dulce caricia/ de tu eterna primavera.
Dios puso en tí sus amores/ y te dio gracias tan finas/ y tan extraños favores/ que nunca acaban tus flores/ ni se van tus golondrinas.
Adra, linda gaviota/ que blanqueó su nidar/ la espuma de una ola rota/ y más que asentada flota/ junto a la orilla del mar.

Adra, la andaluza mora/ que en vano quiso Castilla/ en su fe conquistadora/ cristiana hacerla y señora/ de corponiño y de mantilla.

## Administración y política

### Gobierno municipal
El 3 de abril de 1979 se celebraron las primeras elecciones municipales libres desde la República, de las que saldrían los primeros alcaldes de la democracia española. En Adra este puesto lo ocupó Pedro Sarmiento Posada; después hubo un gobierno corto de Agustín Espinosa Toledano, le sustituyó en 1987 Enrique Arance Soto, quien gobernó hasta que en 1991 llegó al gobierno Joaquín Navarro Imberlón quien gobernó durante doce años. En 2003 fue nombrada alcaldesa, Mª del Carmen Crespo Díaz, quien se mantuvo en el cargo hasta diciembre de 2011, cuando fue nombrada delegada del gobierno de España en Andalucía. Tras la renuncia del cargo de alcaldesa de Mª del Carmen Crespo Díaz, fue nombrado por los concejales del equipo de gobierno como alcalde de Adra a Enrique Hernando. Tras las elecciones municipales de 2015 fue investido como alcalde el popular Manuel Cortés Pérez. Tras las elecciones municipales de 2019 el PP obtuvo 10 concejales (a uno de la mayoría) por tanto, tuvo que hacer un acuerdo de investidura con Cs. Finalmente el 15 de junio de 2019 Manuel Cortés Pérez volvió a ser investido como alcalde hasta 2023. Las Elecciones Municipales de 2023 dieron la mayoría absoluta (11 concejales) al PP.
| Candidaturas con representación | Candidaturas con representación   | 2023       | 2023       |
| Candidaturas con representación | Candidaturas con representación   | Porcentaje | Concejales |
| ------------------------------- | --------------------------------- | ---------- | ---------- |
|                                 | Partido Popular                   | 51,73%     | 11         |
|                                 | Partido Socialista Obrero Español | 25,97%     | 6          |
|                                 | Vox                               | 11,29%     | 2          |
|                                 | Plataforma ciudadana Abderitana   | 9,58%      | 2          |

### Alcaldes desde las primeras elecciones municipales democráticas en 1979

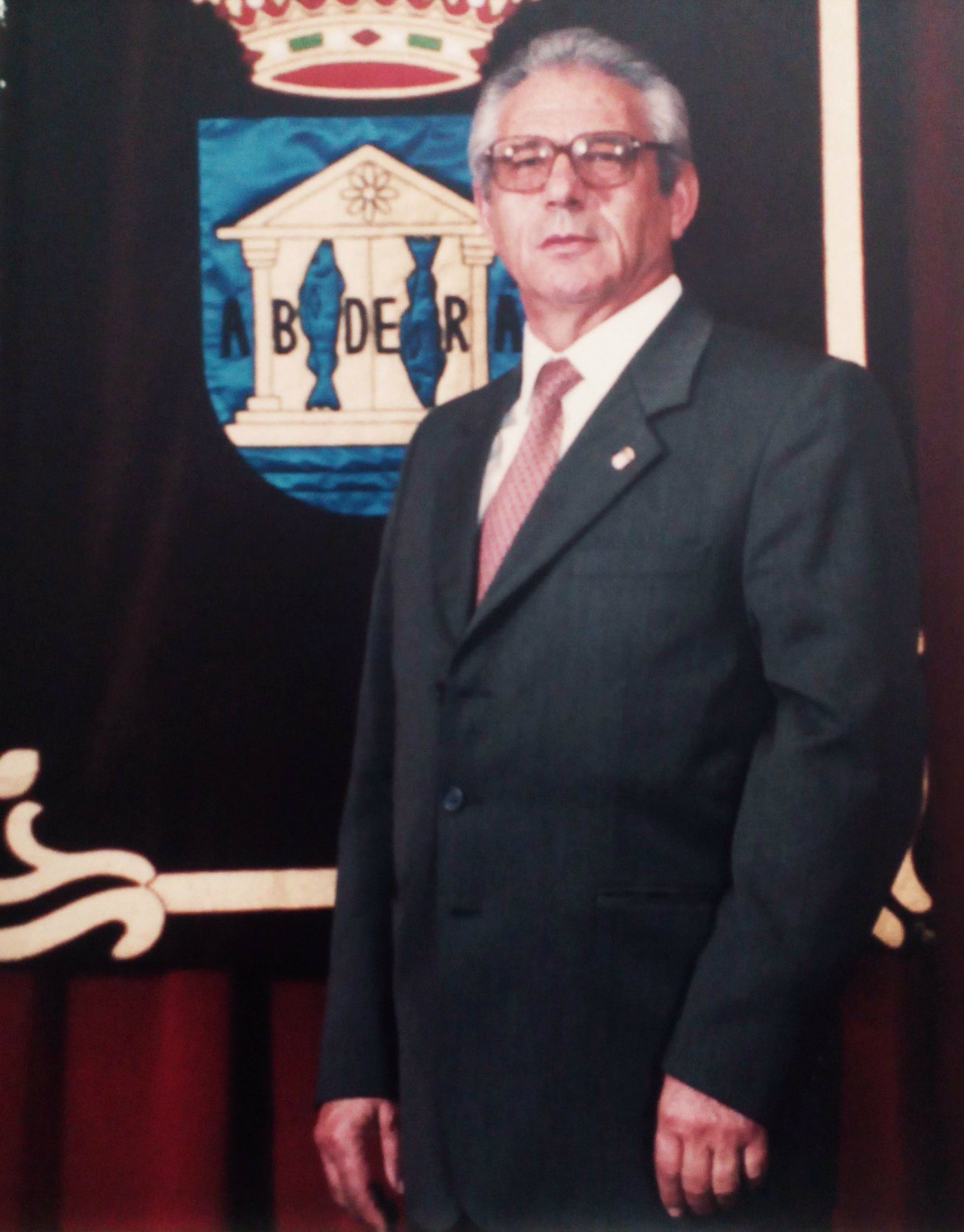
Pedro Sarmiento Posada, primer alcalde de la Democracia en Adra

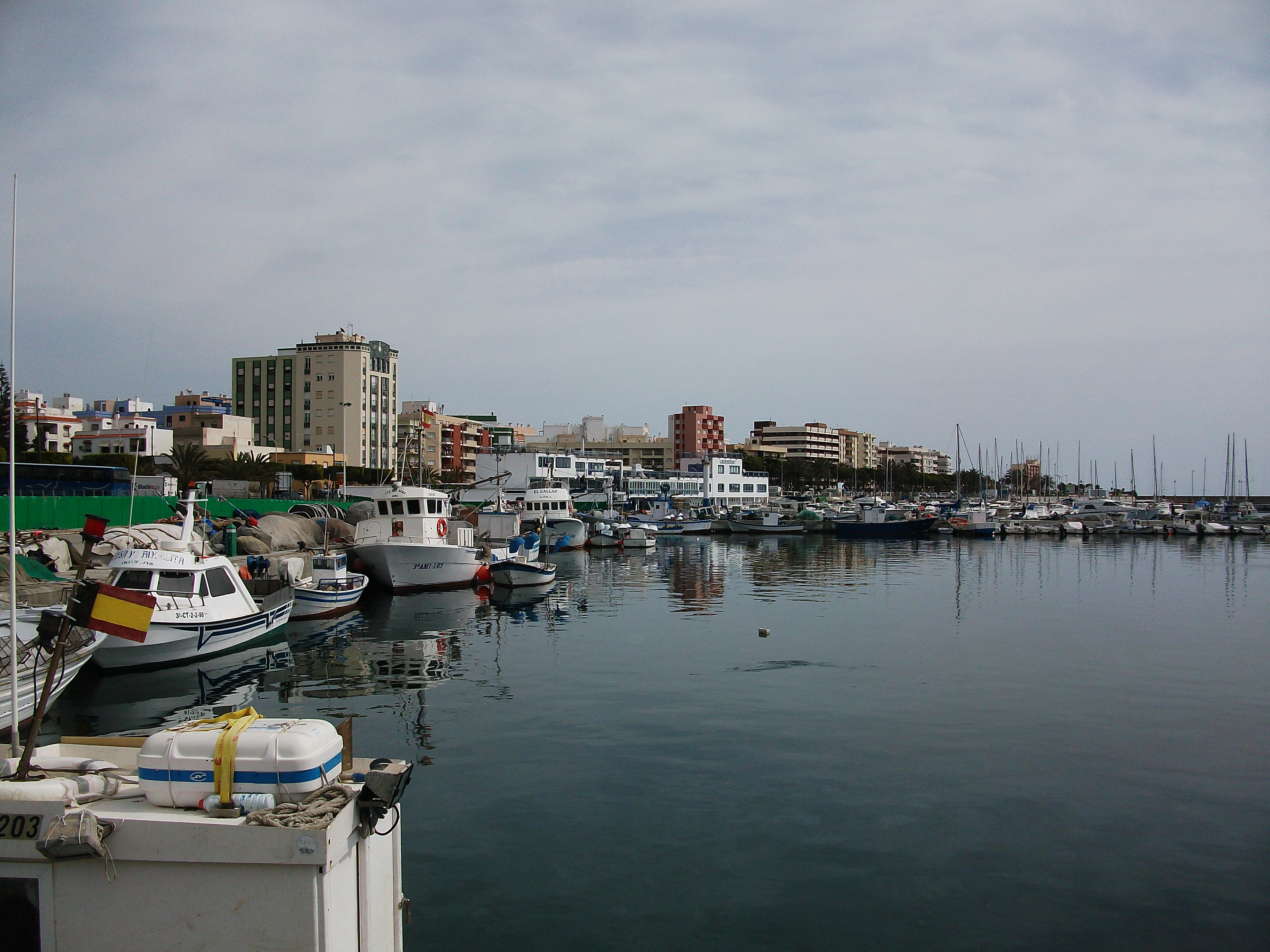
Adra, junto al mar, marzo de 2011

| Mandato         | Nombre del alcalde                                                        | Partido político |
| --------------- | ------------------------------------------------------------------------- | ---------------- |
| 1979-1983       | Pedro Sarmiento Posada                                                    | PSOE             |
| 1983-1987       | Agustín Espinosa Toledano                                                 | PSOE             |
| 1987-1991       | Enrique Arance Soto                                                       | AP               |
| 1991-1995       | Joaquín Navarro Imberlón                                                  | PSOE             |
| 1995-1999       | Joaquín Navarro Imberlón                                                  | PSOE             |
| 1999-2003       | Joaquín Navarro Imberlón                                                  | PSOE             |
| 2003-2007       | María del Carmen Crespo Díaz                                              | PP               |
| 2007-2011       | María del Carmen Crespo Díaz                                              | PP               |
| 2011-2015       | María del Carmen Crespo Díaz (2011) Enrique Hernando Martínez (2012-2015) | PP               |
| 2015-2019       | Manuel Cortés Pérez                                                       | PP               |
| 2019-2023       | Manuel Cortés Pérez                                                       | PP               |
| 2023-Actualidad | Manuel Cortés Pérez                                                       | PP               |

### Organización territorial

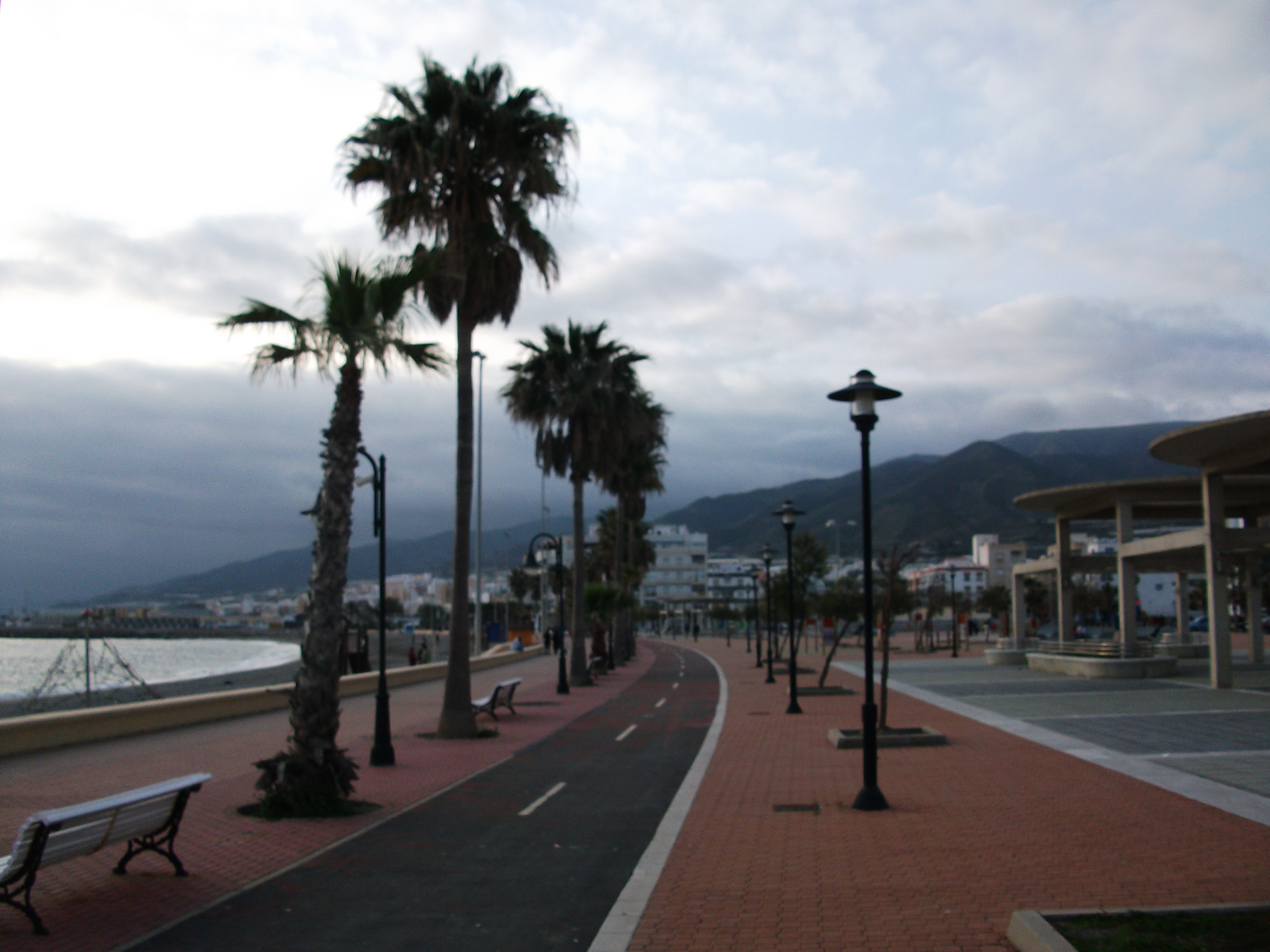
Paseo marítimo de Adra, marzo de 2011

El municipio se divide en los siguientes núcleos de población, según el nomenclátor de población publicado por el INE (Instituto Nacional de Estadística). Los datos de población se refieren a 2014:
| Entidades de población | Población (2014) |
| ---------------------- | ---------------- |
| Adra (ciudad)          | 19 871           |
| La Alcazaba            | 60               |
| La Alquería            | 228              |
| El Campillo            | 25               |
| El Canal               | 15               |
| El Corral              | 0                |
| Las Cuatro Higueras    | 251              |
| La Curva               | 1953             |
| Fuente del Ahijado     | 42               |
| La Fuente Santilla     | 25               |
| Guaínos Alto           | 31               |
| Guaínos Bajo           | 201              |
| Gurrias                | 4                |
| El Lance de la Virgen  | 115              |
| La Loma de los Vargas  | 0                |
| Los Moras              | 7                |
| La Parra               | 10               |
| El Patio               | 11               |
| Los Pérez              | 4                |
| Puente del Río         | 1758             |
| El Toril               | 56               |
| Venta Nueva            | 115              |

## Servicios

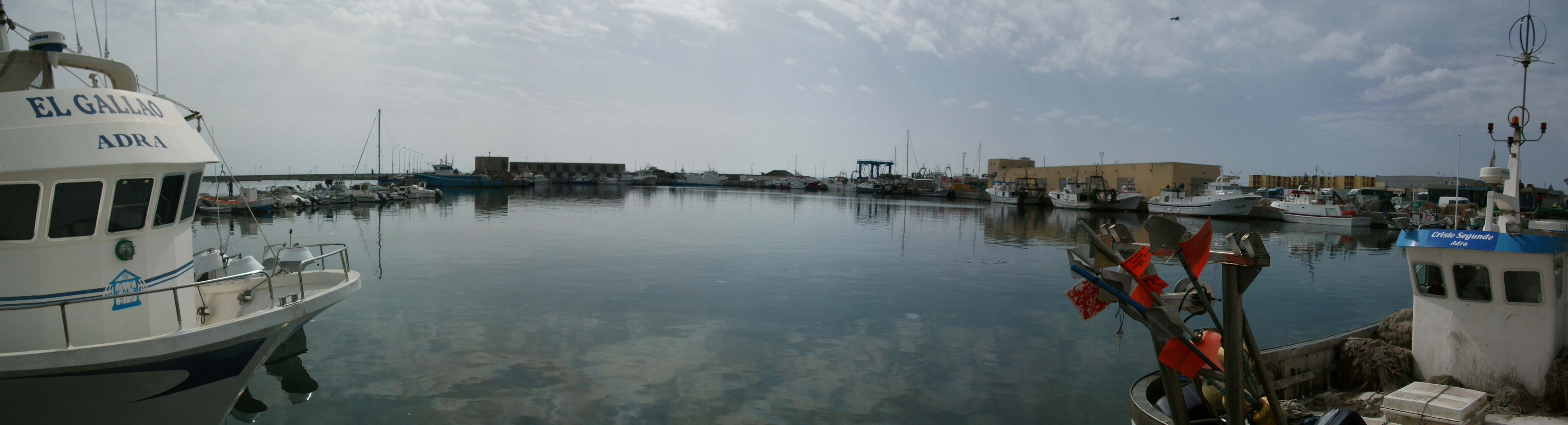
Puerto de Adra, marzo de 2011

### Educación
Adra cuenta con cinco colegios públicos, además de tres institutos de educación secundaria.

### Sanidad
El municipio cuenta con tres consultorios, dependientes del Hospital de Poniente-El Ejido, uno de ellos en la cabecera municipal, uno en La Curva y el tercero en Puente del Río. Pertenece al Distrito Poniente de Almería.

## Cultura

### Patrimonio

#### Arquitectura religiosa
- Iglesia parroquial de la Inmaculada Concepción (siglos XVI-XIX).
- Ermita de San Sebastián (siglos XVII-XVIII).
- Hornacina de las Ánimas Benditas.

#### Arquitectura civil
- Yacimiento del cerro de Montecristo, lugar donde se asentaba la Abdera fenicia (siglo VIII a. C.)
- Torre de Guaínos (siglo XIII-XIV).
- Muralla urbana, mandada construir por Juana I de Castilla (siglo XVI).
- Plaza Vieja (siglos XVI-XVII).
- Molino del Lugar (siglo XIX).
- Restos de la antigua Fábrica de San Andrés, destacando la Torre de los Perdigones (siglos XIX-XX)
- Refugios antiaéreos (siglo XX).
- Museo de Adra.
- Instalaciones industriales de Azucarera de Adra.

#### Adra escultórica
- Estatua del Pescador (Bronce).
- Estatua del Agricultor (Bronce).
- Fuente del Mar (Mármol Blanco Macael e Ibiza).
- Escultura homenaje al caballo (Bronce).
- Busto del Maestro Ortiz de Villajos (Bronce).
- Escultura homenaje al donante (Mármol Blanco Macael).
- Escultura "Puente del Río" (Mármol Blanco Macael).
- Fuente del Agricultor (Mármol Blanco Macael y Amarillo Macael).
- Virgen de La Vega de la Curva (Mármol Blanco Macael).
- Escultura de la Sirena (Hierro).
- Escultura Juan el romano (vía augustae).
- Puente de la silera baja (plomo y estaño).

### Eventos culturales
Feria y fiestas de Adra

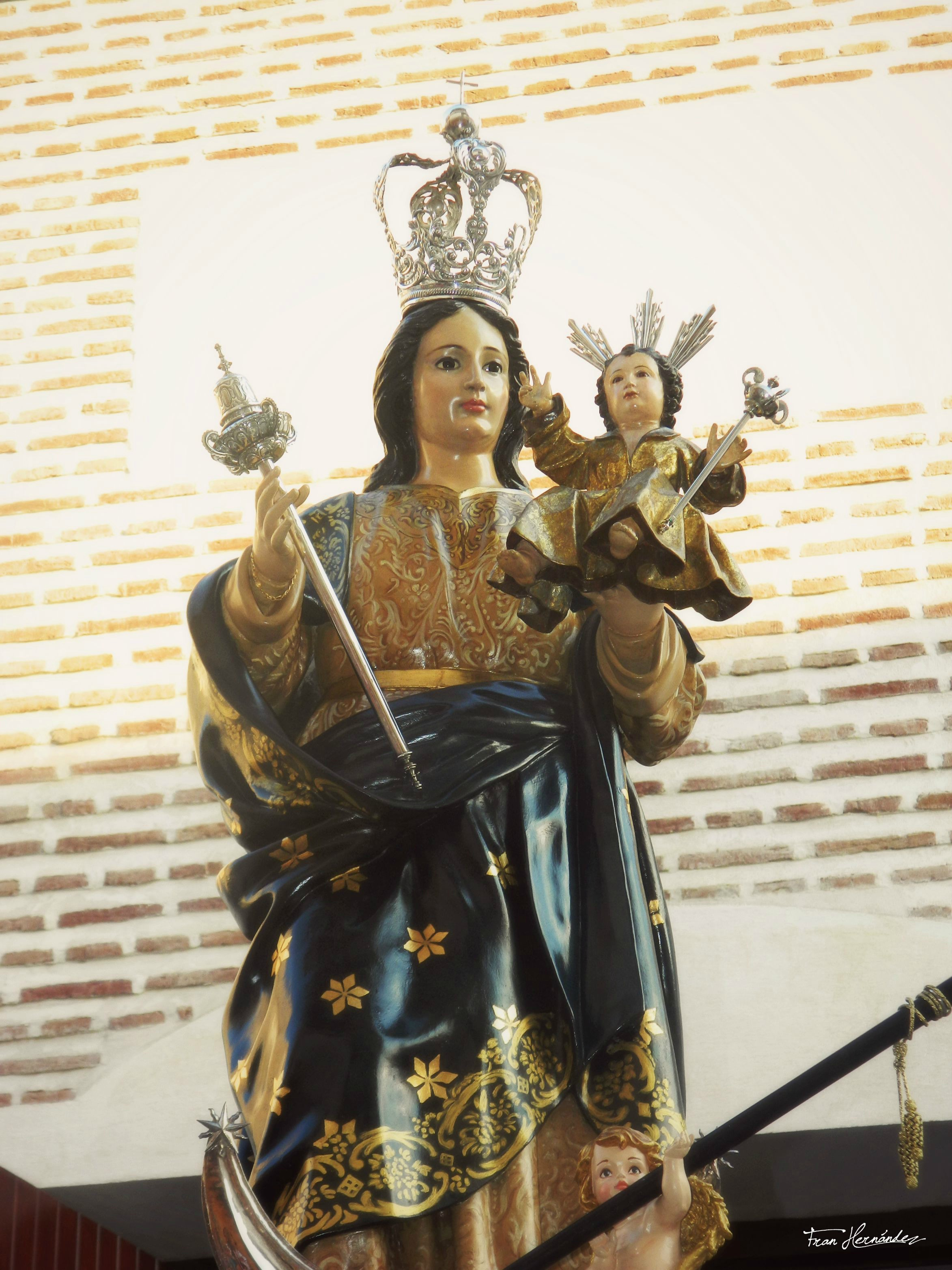
Imagen de la Virgen del Mar, patrona de Adra

Se celebra del 6 al 10 de septiembre en honor a la Virgen del Mar y San Nicolás de Tolentino.
Fiestas tradicionales
Además de la feria, en la localidad tienen lugar otros actos entre los que cabe destacar los siguientes:
- San Sebastián, que tiene lugar el 20 de enero en el barrio de la Ermita. Fiestas de San Marcos, son unas fiestas de Interés turístico andaluz que tienen lugar del 25 de abril al 3 de mayo.

Desde primera hora de la mañana tiene lugar la celebración de una misa en honor a San Marcos en la que se realiza una ofrenda de frutas y hortalizas al santo en agradecimiento por las buenas cosechas del año.
Previamente, a las 8 de la mañana, se reparten rosquillas bendecidas en el callejón de la iglesia. Las calles del casco histórico engalanadas para la ocasión acogen la procesión de la imagen. Llegado el mediodía, se celebra la romería en la que los abderitanos se desplazan a la plaza de San Sebastián junto a la ermita del mismo nombre. Hasta allí el santo es trasladado en un trono colocado sobre el remolque de un tractor agrícola y acompañado de un cortejo de carrozas, caballos y mulos enjaezados.
- Cruces de Mayo, que tienen lugar el 3 de mayo.
- Noche de San Juan, tiene lugar la noche del 23 de junio; entre los actos que se realizan destaca la tradicional hogueras y las moragas en las playas.
- Virgen del Carmen, que tiene lugar el 16 de julio. Es una típica fiesta de pescadores y entre los actos destaca el desfile procesional marítimo que se finaliza con el tradicional castillo de fuegos artificiales.

### Semana Santa

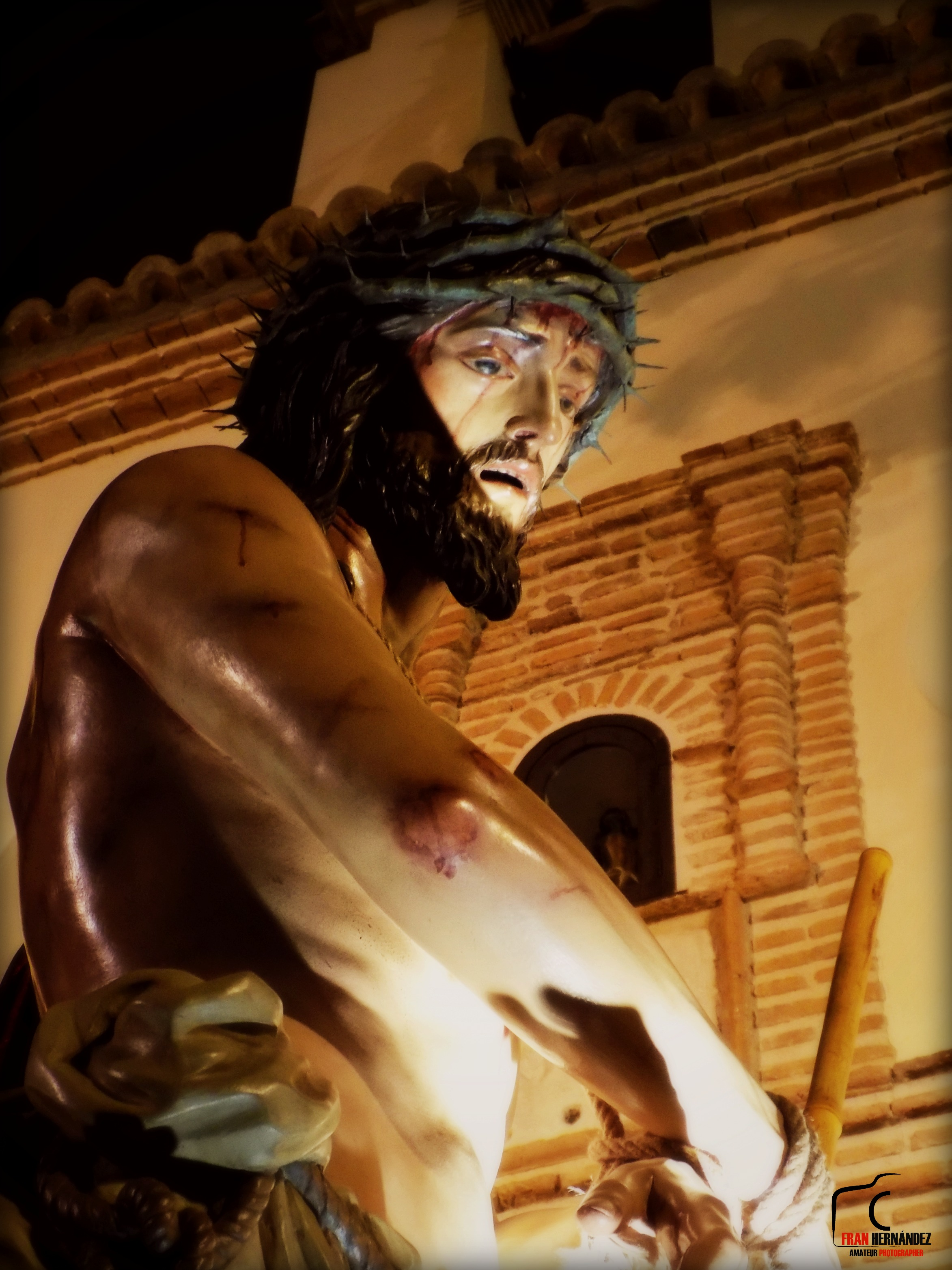
Stmo. Cristo de la Humildad durante su Vía Crucis el 4 de marzo de 2016

La Semana Santa de Adra tiene un carácter singular dentro de la comarca del Poniente Almeriense, cuenta con la participación de tres Cofradías, Expiración, Prendimiento y Humildad y a sus desfiles procesionales asisten multitud de vecinos ya sea por religiosidad o por tradición. El Sábado de Pasión se realiza la representación de la Pasión de Cristo con gran asistencia de público. Las Hermandades y Cofradías poseen un notable patrimonio, destacando la talla barroca del Cristo de la Expiración, obra de Alonso Mena. 

### Medios de comunicación
En cuanto a prensa, existen tres publicaciones: Adra Ideal. En el municipio también se encuentran varias emisoras de radio, la Radio Municipal de Adra y Radio IES Gaviota.

### Deporte
En 2005 fue subsede cultural de los Juegos Mediterráneos de 2005. Tanto la Vuelta Ciclista a España como la Vuelta a Andalucía y la Clásica de Almería han atravesado Adra en varias ediciones, como en el 2006 en el caso de la Vuelta a España. En 1992 y 2007, en esta ocasión en La Alquería, fue sede del Festival de Música Tradicional de la Alpujarra. El festival de música Juerga´s Rock Festival, se celebra cada verano desde el año 2014. En 2014 se celebró en Adra la XIV edición del Festival de Títeres D'Hilos. Además, en 2015 fue sede de los actos institucionales del Día de la provincia de Almería.
El equipo de fútbol CF Adra tiene su base en la localidad, jugando actualmente en primera división andaluza, con una equipación roja con pantalón azul.

### En las artes y la cultura popular
La localidad de Adra apareció por primera vez en un largometraje en el filme alemana Nicht mehr fliehen (No más huir), datado en 1954, de temática ciencia ficción con tintes de documental.
Existe también una escena en el filme Lift: un robo de primera clase, donde se puede ver una grabación de las consecuencia de una tormenta en la ciudad.
Aparece en la serie "La veneno" de Javier Calvo y Javier Ambrossi. Esta serie gira en torno a la vida de "La veneno" que fue nacida y criada en Adra.

## Ciudades hermanadas
- Abdera (Grecia, desde 1985)
- Tarrasa (España, desde 1983)